# Salvatore Frasca
Salvatore Frasca (Cassano all'Ionio, 8 novembre 1928 – Cosenza, 27 marzo 2021) è stato un politico italiano.

## Biografia
Giovanissimo si è iscritto al Partito Socialista Italiano, ricoprendo diversi incarichi tra i quali quello di Consigliere e Assessore Provinciale a Cosenza, nonché di Presidente della Camera di Commercio e Artigianato di Cosenza. Ha conseguito la laurea in giurisprudenza all'Università di Palermo.
Socialista della corrente autonomista, è stato Deputato per tre legislature (dal 1968 al 1979) e Senatore per due (dal 1983 al 1987 e poi dal 1992 al 1994). Come Deputato è stato anche Presidente della Commissione bicamerale Igiene e Sanità, contribuendo attivamente all’approvazione della legge n. 833 del 1978 che istituiva il Servizio Sanitario Nazionale ed all’approvazione della legge n. 584 del 1975 sul divieto di fumo nei luoghi pubblici. 
Nella IX legislatura fu anche membro dell'Assemblea Parlamentare del Consiglio d'Europa. 
Ha svolto anche il ruolo di Presidente della Cassa Marittima Meridionale, di Sottosegretario al Ministero di Grazia e Giustizia nel Governo Craxi II, di Segretario Regionale del PSI calabrese, membro del Comitato Centrale del PSI e di Sindaco per più di 10 anni del suo Comune di origine, Cassano all’Ionio, tra i primi ad applicare la legge Rognoni-La Torre e la conseguente previsione di misure patrimoniali applicabili all’accumulazione illecita di capitali.
Nella sua lunga attività parlamentare sia nella Camera dei Deputati, sia in Senato è stato firmatario, tra le altre, della legge sull’istituto del divorzio n. 898 del 1970 “Disciplina dei casi di scioglimento del matrimonio” e della legge n. 194 del 1978 “Norme per la tutela della maternità e sull’interruzione della gravidanza”, con Loris Fortuna e Marco Pannella. 
Importante contributo ha dato, inoltre, al disegno di legge sull’obiezione di coscienza, pagando a caro prezzo con 20 mesi di carcere militare a Gaeta, all’età di soli 18 anni, la sua nobile battaglia contro ogni forma di guerra. Il giornale l’Avanti gli dedicò all’epoca la prima pagina definendolo un “coraggioso giovane socialista e partigiano della pace”
È stato anche più volte membro della Commissione Parlamentare Antimafia.
Il 28 giugno 2024 gli è stata intitolata la piazza antistante il Palazzo di Città di Cassano all'Ionio.